# Big Train
Big Train é um programada de comédia de esquetes da televisão britânica criado por Arthur Mathews e Graham Lineham, escritores do bem-sucedido sitcom Father Ted. O programa foi transmitido pela primeira vez na BBC Two em 1998 com uma segunda temporada, na qual Lineham não estava envolvido, em 2002.

## Detalhes de transmissão
Big Train foi originalmente exibido na BBC Two nas noites de segunda-feira durante os seguintes períodos:
- Primeira temporada (6 episódios): 9 de novembro – 4 de dezembro de 1998
- Segunda temporada (6 episódios): 7 de janeiro – 11 de fevereiro de 2002

## Lançamento em DVD
As primeira e segunda temporadas completas foram lançadas em DVD nos Estados Unidos e no Reino Unido.